# 2nd Super Robot Wars Alpha
Super Robot Wars Alpha 2 (第2次スーパーロボット大戦α?, Dai-Ni-Ji Sūpā Robotto Taisen Arufa) è un videogioco per PlayStation 2, terzo titolo della serie "Alpha", subito dopo l'uscita di Super Robot Wars Alpha e Super Robot Wars Alpha Gaiden. 2nd Super Robot Wars Alpha, anche chiamato semplicemente Alpha 2, include il debutto di alcune serie come Brain Powerd, GaoGaiGar e Jeeg robot d'acciaio.

## Serie presenti nel gioco
- Serie originali create dalla Banpresto
- Brain Powerd (debutto)
- Demon Dragon of the Heavens Gaiking
- Demon-God of War Goshogun
- Getter Robot
  - Getter Robot G
  - Shin Getter Robot
- Invincible Steel Man Daitarn 3
- King of Braves GaoGaiGar (debutto)
- Mazinga Z
  - Great Mazinga
  - Mazinkaiser
- Mobile Suit Gundam
  - Mobile Suit Gundam 0083: Stardust Memory
  - Mobile Suit Z Gundam
  - Mobile Suit ZZ Gundam
  - Mobile Suit Gundam: Char's Counterattack
  - Mobile Suit Gundam F91
  - Mobile Suit Crossbone Gundam (debutto)
  - New Mobile Report Gundam Wing: Endless Waltz
- Nagahama Romantic Trilogy:
  - Super Electromagnetic Robot Combattler V
  - Super Electromagnetic Machine Voltes V
  - Brave Leader Daimos
- Jeeg robot d'acciaio (debutto)